# Sămășcani, Șoldănești
Sămășcani este un sat din raionul Șoldănești, Republica Moldova.
În sat, în vale, este amplasat izvorul din satul Sămășcani, o arie protejată din categoria monumentelor naturii de tip hidrologic.

## Istorie
Localitatea a fost menționată documentar pentru prima dată în anul 1437:
„Din mila lui Dumnezeu, noi, Ilie voievod, domn al Țării Moldovei, și fratele domniei mele, Ștefan voievod. Facem cunoscut, cu aceasta carte a noastră, tuturor celor care o vor vedea sau o vor auzi citindu-se, ca acest adevărat boier al nostru credincios, pan Mihail de la Dorohoi, a slujit sfântrăposatului tatălui nostru cu dreapta și credincioasa slujbă, iar astăzi ne slujește nouă cu dreaptă și credincioasa slujbă. De aceea, noi, văzând dreapta și credincioasa lui slujbă către noi, l-am miluit cu deosebita noastră mila și i-am dat și i-am înnoit și i-am întărit satele lui și privilegiul pe care i i-a dat sfântrăposatul părintele nostru, anume: satul Chindinți, și satul lui Herțea, pe Prut, ... , încă satul, mai jos de Mordovina, sub Caragine, pe Dobrușa, unde sunt Fântânile, încă satul lui Oleșco, sub Caragine, încă satul, la obârșia Rezinei, unde sade Țigan, încă satul, pe Răut, unde este Vadul Piterei, ... .

Iar pentru mai mare întărirea a tuturor celor mai sus-scrise, am poruncit slugii noastre credincioase, pan Dionis logofăt, să scrie și să atârne pecetea noastră la această carte a noastră.

A scris Pașco, la Suceava, în anul 6945 <1437> decembrie 20 zile.”
Cu actuala denumire localitatea a fost menționa în anul 1604.

## Administrație și politică
Componența Consiliului local Sămășcani (9 consilieri), ales la 5 noiembrie 2023, este următoarea:
|  | Partid                                       | Consilieri | Componență | Componență | Componență | Componență | Componență |
|  | -------------------------------------------- | ---------- | ---------- | ---------- | ---------- | ---------- | ---------- |
|  | Partidul Acțiune și Solidaritate             | 5          |            |            |            |            |            |
|  | Partidul Socialiștilor din Republica Moldova | 3          |            |            |            |            |            |
|  | Partidul Social Democrat European            | 1          |            |            |            |            |            |